# Mimosa insidiosa
Mimosa insidiosa är en ärtväxtart som beskrevs av Carl Friedrich Philipp von Martius. Mimosa insidiosa ingår i släktet mimosor, och familjen ärtväxter. IUCN kategoriserar arten globalt som nära hotad. Utöver nominatformen finns också underarten M. i. insidiosa.